# Sant Salvador de Golorons
Sant Salvador de Golorons és la capella de la masia de Golorons, al municipi de Clariana de Cardener (Solsonès), inclosa a l'Inventari del Patrimoni Arquitectònic de Catalunya.

## Situació
Està situada a l'extrem nord-est del terme municipal, damunt dels plans de la carena de la costa de Golorons, al marge esquerre del Cardener, avui ocupat per les aigües de l'embassament de Sant Ponç. Es troba camuflada enmig de les instal·lacions ramaderes de la masia de Golorons.
Per anar-hi cal prendre el trencall que surt de la carretera C-55 (Solsona-Berga), al km. 112,9 (41° 59′ 43″ N, 1° 35′ 41″ E / 41.995237°N,1.594749°E). Està ben indicat. La carretera està asfaltada i s'arriba a destí en 1,8 km.

## Descripció

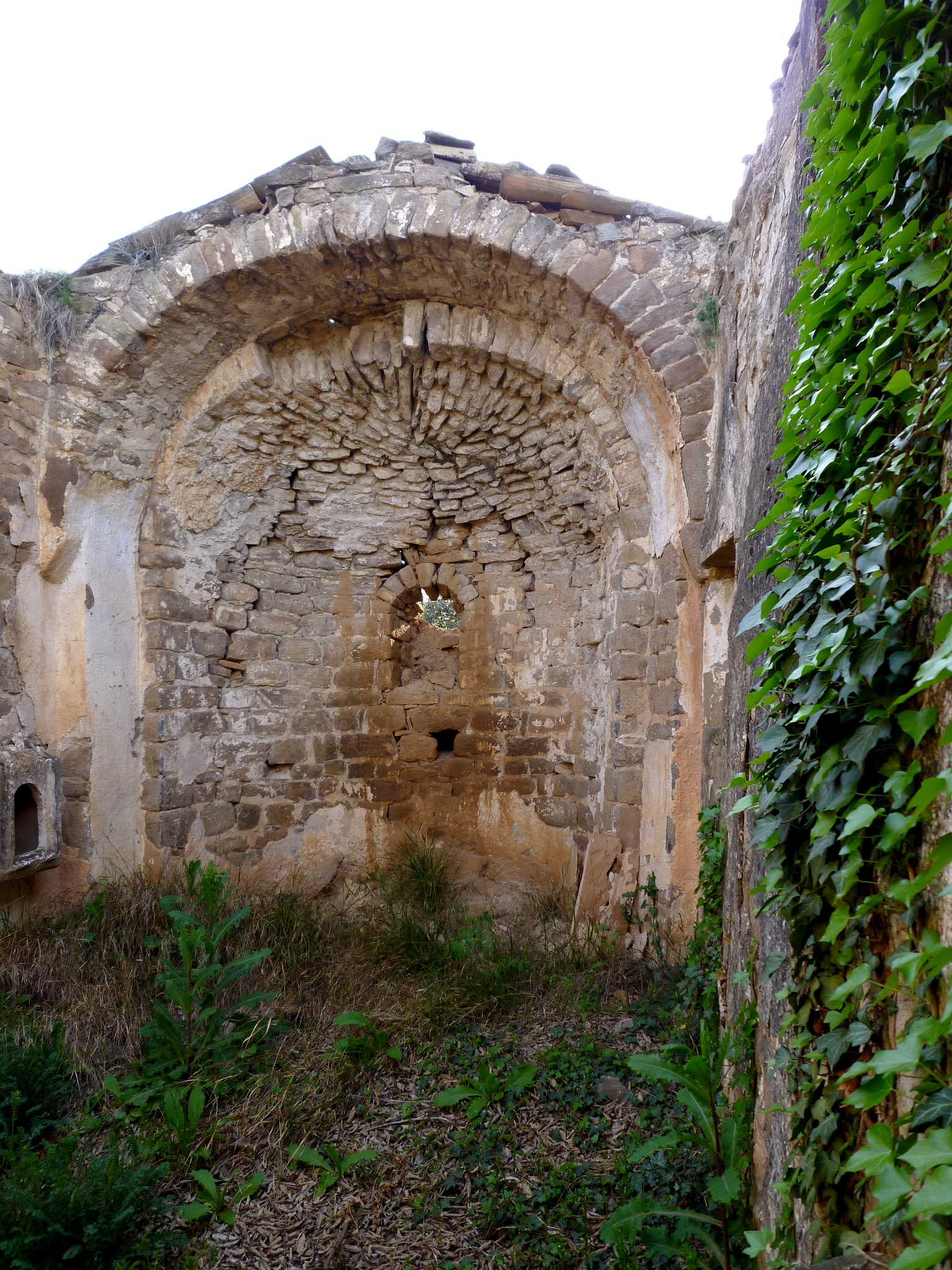
L'absis des de l'interior

Església d'una nau i un absis rodó, orientada a l'est. La nau té la coberta esfondrada. Arc preabsidial de mig punt. Està construïda amb paraments de pedres de diferents mides treballades a cops de maceta, en filades. La porta està al mur sud, d'arc de mig punt adovellat, resseguit a l'extradós, per un altre de pedres rectangulars. A l'absis hi ha una finestra de dues esqueixades cobertes per dues voltes en full de llibre idèntiques de treball, si bé l'exterior no és completa a causa d'un esfondrament que ha deixat un esborranc visible des de l'interior. A l'exterior queda amagat per tres grans pedres, una d'elles amb un petit arc.

## Història
L'església de Sant Salvador de Golorons, no està esmentada en l'acta del 839, però, el seu bastiment és romànic.